# Nordkjosbotn
Nordkjosbotn is een plaats in de Noorse gemeente Balsfjord, provincie Troms. Nordkjosbotn telt 377 inwoners (2007) en heeft een oppervlakte van 0,75 km².